# Latécoère 25

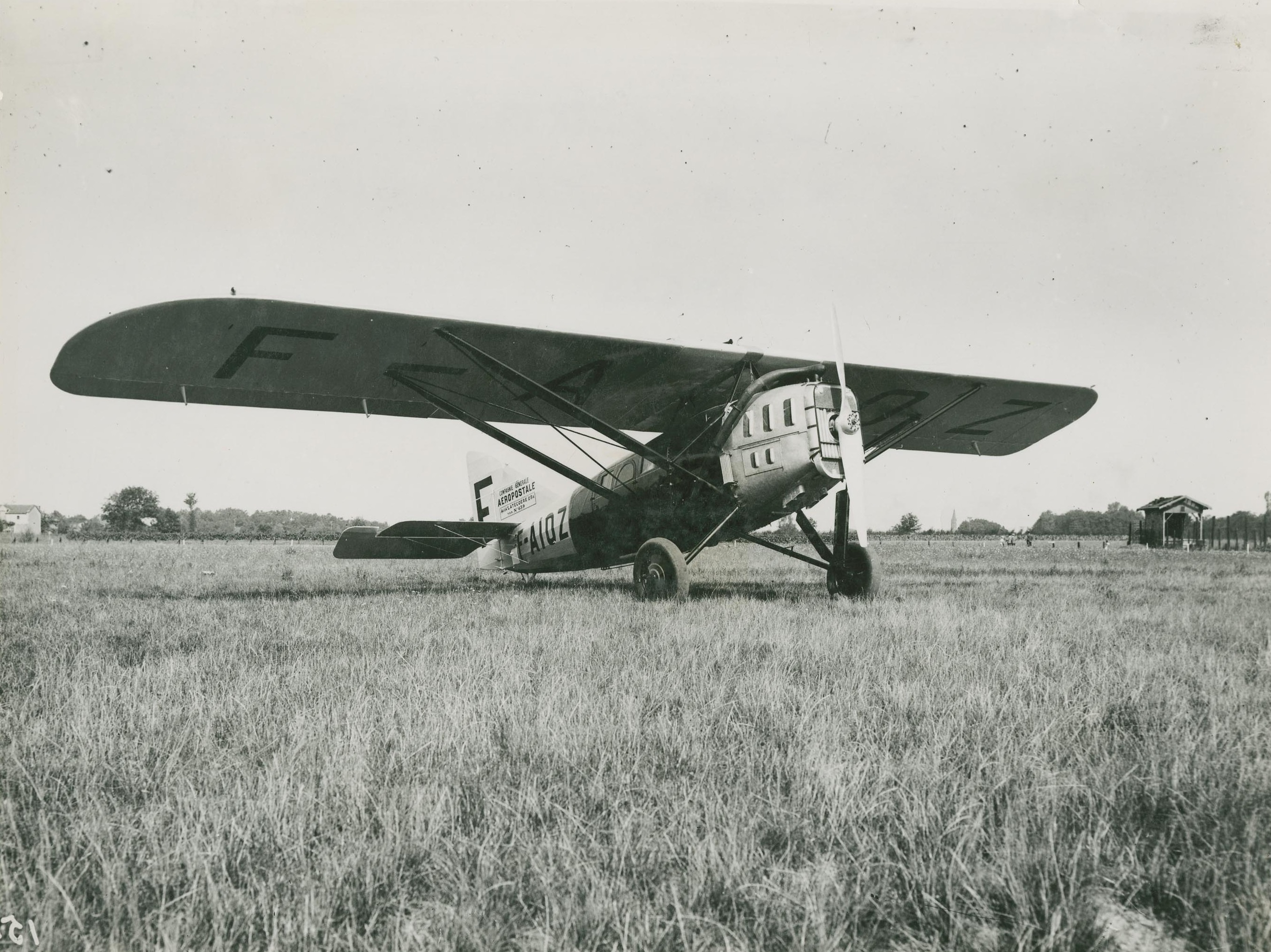
Laté 25 à Toulouse-Montaudran en 1928.

Le Latécoère 25 est un ancien avion de ligne français, conçu en 1925 pour être utilisé par la compagnie aérienne Latécoère et ses filiales. C'était essentiellement une version améliorée du Latécoère 17, à l'envergure agrandie. Le Laté 25 a remplacé le 17 sur les lignes de production et en service.